# 卡尔亲王宫

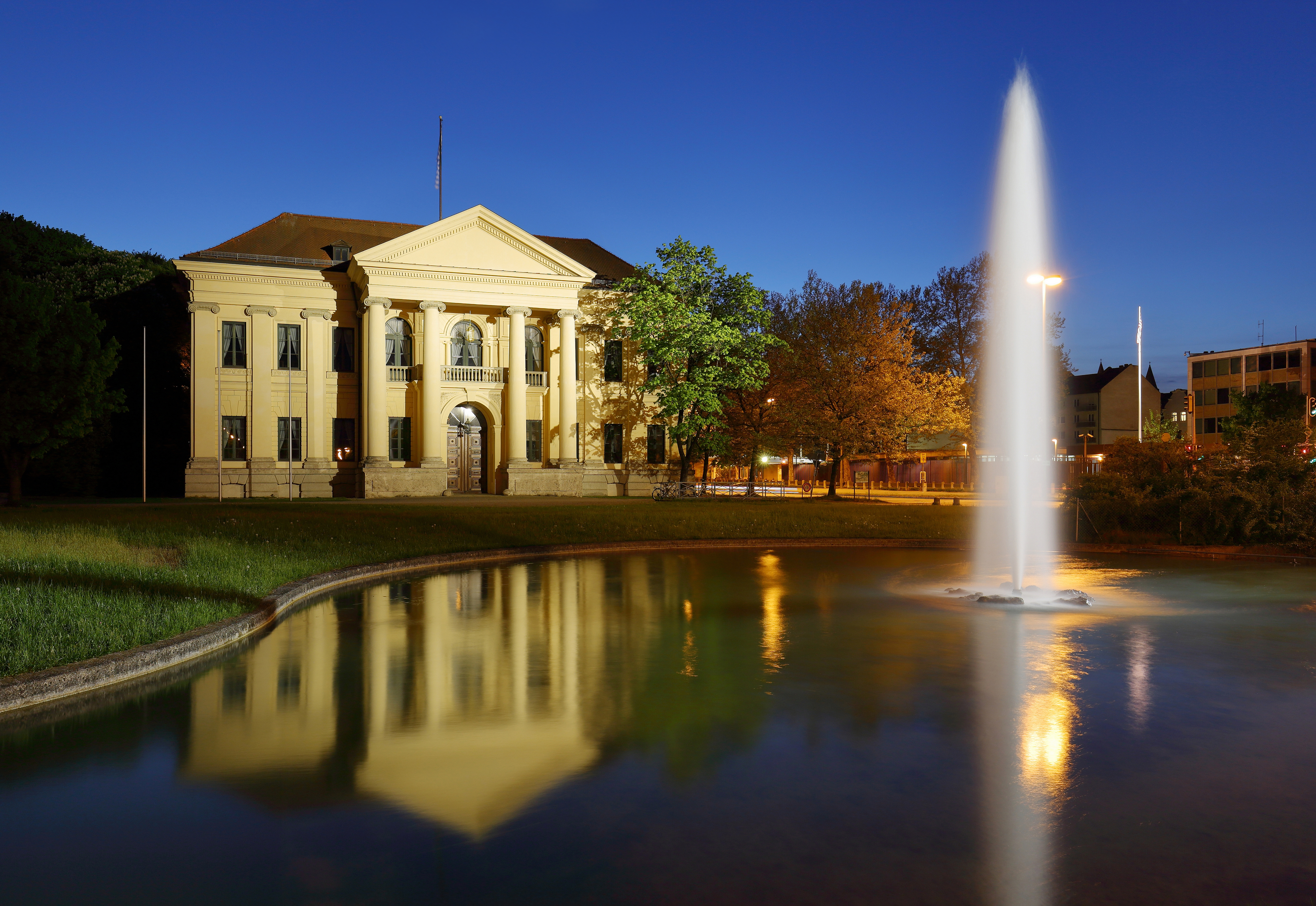
卡尔亲王宫

卡尔亲王宫（Prinz Carl Palais）是德国慕尼黑的一座历史建筑，早期新古典主义风格，建于1804-1806年。
卡尔亲王宫于1803年由年轻的建筑师卡尔·费歇尔规划设计，原业主是阿贝·皮埃尔·德·萨拉贝特，巴伐利亚国王马克西米利安一世的老师。1807年阿贝·萨拉贝特死后，马克西米利安一世收购了这座建筑。1825年马克西米利安一世去世，他的儿子路德维希一世将这座建筑送给他的兄弟卡尔亲王。他下令让-巴蒂斯特 Métevier 和安东·施万塔勒装修房间。卡尔去世后，此处于1876年改为奥匈帝国外交使团驻地，在1924年又成为巴伐利亚首相官邸。